# Hubert Trimmel
Hubert Trimmel (* 12. Oktober 1924 in Wien; † 15. Dezember 2013 ebenda) war ein österreichischer Karst- und Höhlenforscher. Er galt als einer der führenden Vertreter dieser Disziplin.

## Leben
Bereits in seiner Jugend zeigte Trimmel Interesse an der Höhlenforschung und stand über seinen Mittelschullehrer Franz Waldner in Kontakt mit dem Höhlenverein in Wien. Er studierte ab Kriegsende 1945 die Fächer Biologie und Erdwissenschaften sowie Geographie für das Lehramt an der Universität Wien und promovierte ebendort 1950 zum Dr. phil. der Physischen Geographie und Geologie.
Trimmel war 1949 Gründungsmitglied des Verbandes österreichischer Höhlenforscher (VÖH). In den 1960er- und 1970er-Jahren schrieb er Standardwerke der Speläologie (Höhlenkunde) und entwarf die Gebirgsgruppengliederung für das österreichische Höhlenverzeichnis. Er war beteiligt an der Erforschung zahlreicher Höhlen (wie etwa der Dachstein-Mammuthöhle) und Mitglied der Prüfungskommission für die österreichischen Höhlenführerprüfung. Er war nahezu 50 Jahre Schriftleiter der Zeitschrift Die Höhle, der Mitgliederzeitung des Verbandes Österreichischer Höhlenforscher.
1965 gab Trimmel seine Lehrtätigkeit im Schuldienst auf und wurde Leiter der Abteilung für Höhlenschutz des Bundesdenkmalamt. Diese Arbeit setzte er bis zu seiner Pensionierung als Leiter bzw. Direktor derselben „Abteilung für Karst- und Höhlenkunde“, ab 1975 im Naturhistorischen Museum angesiedelt, fort.
Er war 1969 bis 1993 Generalsekretär, dann bis 1997 Präsident der Internationalen Union für Speläologie (UIS). Trimmel war Ehrenpräsident der UIS und des Verbandes Österreichischer Höhlenforscher sowie Ehrenmitglied der Österreichischen Geographischen Gesellschaft.
Trimmel gab als Vortragender und Lehrbeauftragter an Volksbildungseinrichtungen, Pädagogischer Akademie und den Universitäten Wien und Salzburg Wissen über Geologie und Länderkunde weiter und war außerordentlicher Universitätsprofessor.
Trimmel war im Natur- und Umweltschutz engagiert, zuletzt als Vizepräsident des Österreichischen Umweltdachverbandes und Ehrenpräsident des Österreichkomitees der Internationalen Alpenschutzkommission.
Hubert Trimmel hatte mit seiner Frau Erika fünf Kinder. Er wurde am Kalksburger Friedhof bestattet.

## Auszeichnungen
- 1984 Silbernes Ehrenzeichen des Landes Oberösterreich
- 1984 „Goldener Höhlenbär“ des VÖH[8]
- 1990 Ehrenkreuz für Wissenschaft und Kunst der Republik Österreich
- 1996 erhielt Hubert Trimmel den Dr.-Benno-Wolf-Preis des Verbandes der deutschen Höhlen- und Karstforscher.
- 1999 Goldenes Doktordiplom der Universität Wien
- 2003 Auszeichnung „Naturschutz-Urgestein“ des Umweltdachverbandes Wien
- 2007 war er der erste Preisträger des Friedrich-Simony-Welterbepreis des UNESCO Welterbegebietes Hallstatt – Dachstein – Salzkammergut.[9]

## Schriften (Auswahl)
- Hubert Trimmel, Kurt Schneider: Plan der Dachstein-Mammuthöhle (= Arbeiten der Gruppe für Natur- und Hochgebirgskunde und Alpine Karstforschung der Sektion Edelweiß des Österreichischen Alpenvereins. 9, ZDB-ID 574205-5) Selbstverlag der Sektion Edelweiß des Österreichischen Alpenvereins, Wien 1962.
- Die Ötschertropfsteinhöhle. Ortsgruppe Gaming des T. V. „Die Naturfeunde“, Wien 1966.
- Höhlenkunde (= Die Wissenschaft. 126, ZDB-ID 538216-6). Vieweg, Braunschweig 1968.
- Fremdenverkehr und Schauhöhlen. In: Abhandlungen zur Karst- und Höhlenkunde. Reihe F: Geschichte der Spelaeologie, Biographien. Heft 4, 1974, ISSN 0567-4972, S. 1–9.
- Höhlen in Niederösterreich (= Wissenschaftliche Schriftenreihe Niederösterreich. 35/36). Verlag Niederösterreichisches Pressehaus, St. Pölten u. a. 1978, ISBN 3-85326-525-1.
- als Gesamtredakteur: Karstlandschaftsschutz. Die Karstlandschaften der österreichischen Alpen, der Schutz ihres Naturraumes und die nachhaltige Nutzung ihrer natürlichen Ressourcen. CIPRA-Österreich, Wien 1998, ISBN 3-900711-65-8.
- Höhlenkunde und Höhlenforschung in Wien und Niederösterreich in der Zwischenkriegszeit (1918–1939) und in der Ära des Dritten Reiches (1938–1945) (= Die Höhle. Wissenschaftliche Beihefte. 58). Verband Österreichischer Höhlenforscher, Wien 2011.